# Château de Forges-les-Bains
Ne doit pas être confondu avec Château de Forges.
Le château de Forges-les-Bains est un château situé sur la commune de Forges-les-Bains dans le département de l'Essonne, en France.

## Historique
Le château actuel est construit au XVIIe siècle, avant d'être remanié au XVIIIe siècle par Edme Mathurin Le Jariel, écuyer du roi.
En 1819, le château est acquis par le vicomte Pierre-Antoine Robert de Saint-Vincent.
Le monument fait l’objet d’une inscription au titre des monuments historiques depuis le 13 août 1963.